# Норт-Форк-Крукед-Ривер
Норт-Форк-Крукед-Ривер (англ. North Fork Crooked River) — приток Крукед-Ривер длиной 74 километров в штате Орегон. Площадь водосборного бассейна — 880 км² (340 кв. миль).

## География
Начинаясь в национальном лесу Очоко и в горах Очоко к востоку от Прайнвилла, она течет на север, затем на восток, затем на юго-юго-запад, чтобы встретиться с более крупным потоком между Постом и Полиной. Место слияния находится на высоте 1061 м, в 179 километрах вверх по течению от того места, где Крукед-Ривер впадает в реку Дешут.
В 1988 году Конгресс включил значительную часть реки в «Национальную систему диких и живописных речных систем». Около 19 километров были признаны «дикими», около 13 километров — «живописными», а около 21 километра — «рекреационными». Около 13 километров верхнего течения реки, протекающего через прерию Биг-Саммит, были исключены из списка «диких» рек. Это частная земля, используемая как пастбище для скота.